# Bauang

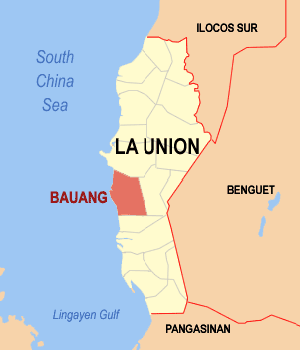
Bauangs läge i La Union

Bauang är en kommun i Filippinerna och ligger i provinsen La Union, Ilocosregionen. Befolkningen uppgick till 75 032 invånare vid folkräkningen 2015. Kommunen är uppdelad i 39 smådistrikt, barangayer, varav endast tre är klassificerade som urbana.